# Dieter Wiedenmann
Dieter Wiedenmann (n. 23 aprilie 1957, Ulm, Germania – d. 11 noiembrie 1994, Langensteinbach⁠(d), Baden-Württemberg, Germania) a fost un canotor ce a reprezentat Germania, medaliat olimpic. A participat la o ediție a Jocurilor Olimpice (1984) în care a câștigat o medalie de aur.

## Participări
Lista de mai jos prezintă principalele competiții la care a participat Dieter Wiedenmann de-a lungul carierei.
- rowing at the 1984 Summer Olympics – men's quadruple sculls[*][4]